# Panfilows 28 Helden

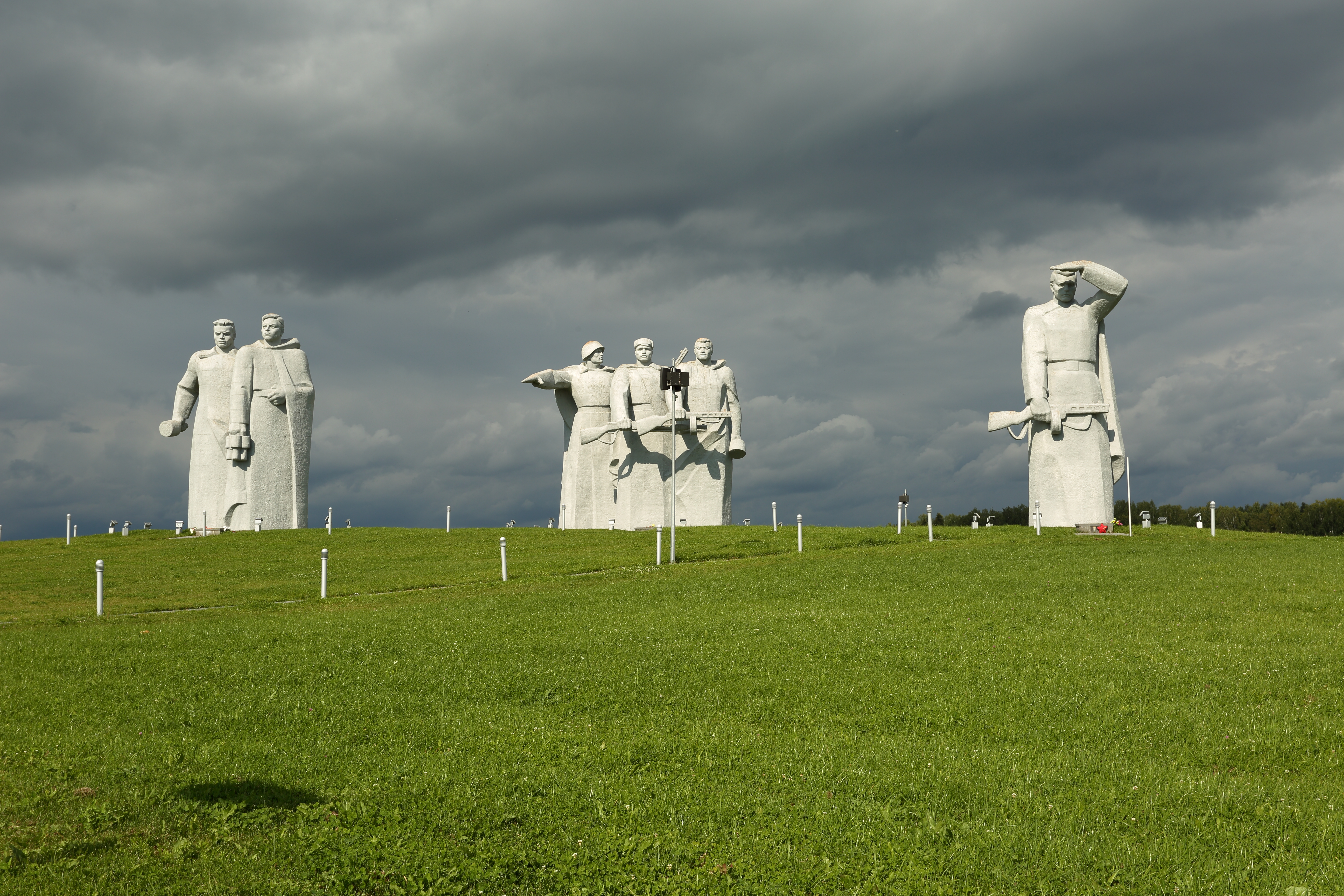
Denkmal der 28 Panfilowzy

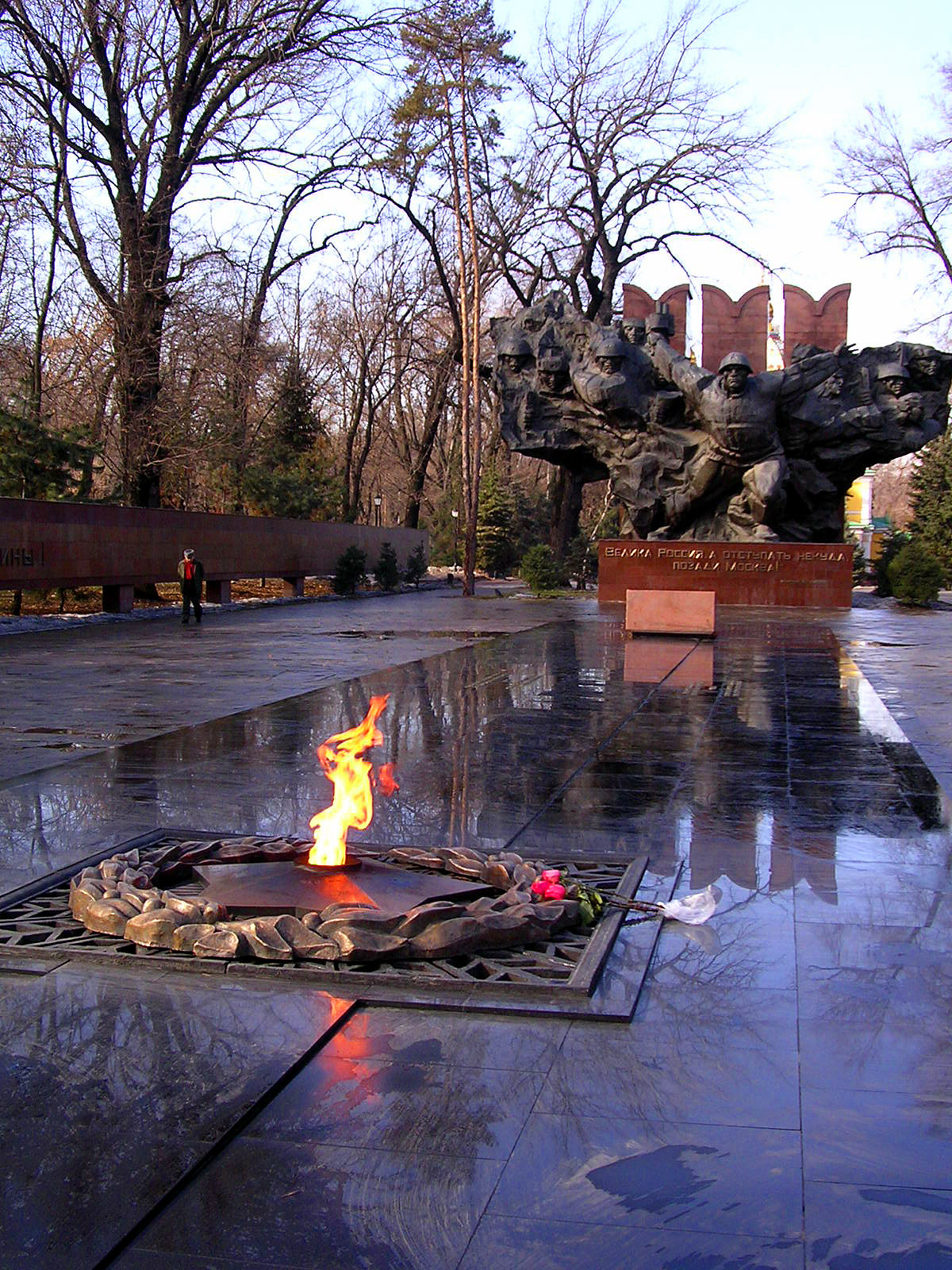
Das ewige Feuer im Park der 28 Panfilowzy

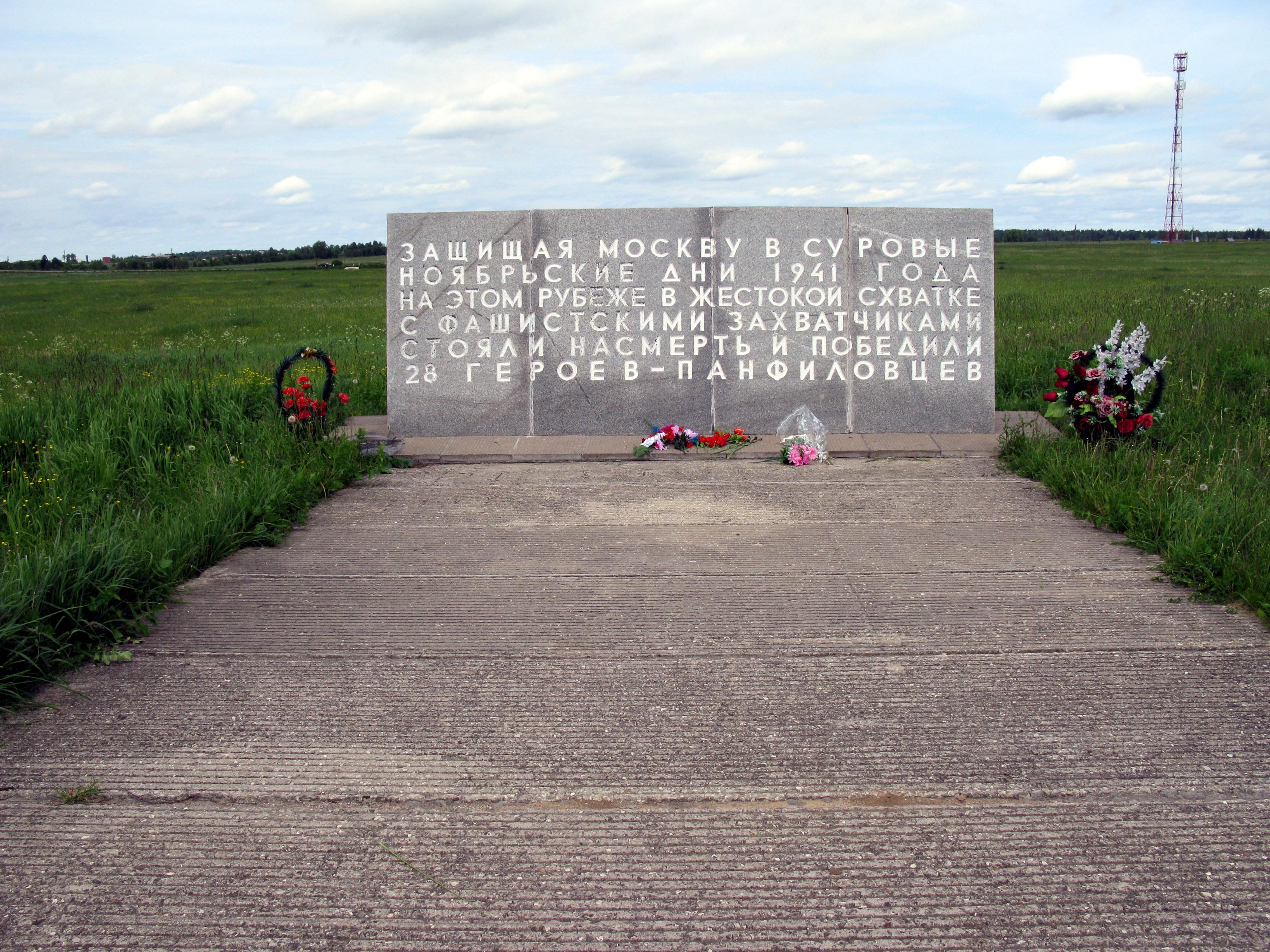
Denkmal bei Dubossekowo

Als Panfilows 28 Helden werden die Soldaten des sowjetischen Generalmajor Iwan Wassiljewitsch Panfilow bezeichnet, die einem deutschen Angriff in der Schlacht von Dubossekowo während der Schlacht um Moskau der Legende nach tapfer bis zum Tode standhielten. Nach dem Krieg im Jahr 1948 wurden allerdings Mitglieder der Gruppe lebend angetroffen und die Geschichte als Mythos eingestuft.

## Legende
Die Geschichte basiert auf einer Kriegsreportage zweier Redakteure der offiziellen Armee-Zeitung Krasnaja Swesda („Roter Stern“), die über die Schlacht um Moskau berichteten. Ausgangspunkt der Legende war ein vierzeiliger Frontbericht über schwere Kämpfe der 316. Schützendivision Panfilows, die tatsächlich stattfanden und bei denen die Mehrzahl der Soldaten und Offiziere einschließlich ihres Befehlshabers tatsächlich umgekommen sind. Nach Ermittlungen der sowjetischen Militärstaatsanwaltschaft aus dem Jahr 1948 haben die in der Kriegsreportage geschilderten Ereignisse so aber nie stattgefunden.
Bei den Abwehrkämpfen am 16. November 1941 verschanzten sich dem Bericht der Journalisten zufolge 28 Infanteristen der Division Panfilows (die sogenannten Panfilowzy) bei Wolokolamsk und hielten am 14. und 16. November (Schlacht von Dubossekowo) dem Angriff der 2. Panzer-Division der Wehrmacht stand. Fast alle Panfilowzy kamen der Legende nach bei dieser Verteidigungsaktion ums Leben.
Tatsächlich kämpfte Panfilows Einheit damals jedoch an einer anderen Stelle der Front. 1948 verfasste der militärische Oberstaatsanwalt der UdSSR, Nikolai Porfirewitsch Afanassjew, einen Bericht zur Entstehung des Zeitungsberichtes in der Krasnaja Swesda, wobei er die unsaubere Recherche der Redakteure bemängelte und feststellte, dass einer der angeblich gefallenen Helden in deutsche Kriegsgefangenschaft geraten war und sich als Polizist in deutschen Diensten an der Deportation von Zwangsarbeitern beteiligt habe.
Nachdem der Heldenkult um die 28 Rotarmisten über viele Jahrzehnte in der Sowjetunion und auch später noch gepflegt worden war, rief die Veröffentlichung einer anderen Darstellung der „Panfilow-Helden“ im Sommer 2015 heftige Kritik aus verschiedenen Teilen der russischen Gesellschaft am Leiter des russischen Staatsarchivs, Sergei Mironenko, und anderen Historikern hervor, die den Wahrheitsgehalt der Propaganda-Legende in Frage gestellt hatten.
Das Fernsehen berichtete, dass mehrere der Rotarmisten sich den Deutschen ergeben und überlebt hätten. Andrei Schaljopa, der Regisseur eines zur gleichen Zeit produzierten und mit hohen Zuschüssen staatlich geförderten Kriegsfilms 28 Soldiers – Die Panzerschlacht, der die Heldentaten der Panfilowzy in unhistorischer Weise verherrlicht, kritisierte die TV-Darstellung: „Diese Demaskierung und Entzauberung der Heldentaten ist sinnlos und unmoralisch.“

## Auszeichnungen und Ehrungen
Panfilow erhielt posthum den Leninorden. Die kasachische Stadt Dscharkent trug zwischen 1941 und 1991 zu seinen Ehren den Namen Panfilow. Auch das Dorf Staro-Nikolajewka in Kirgisistan wurde nach Panfilow benannt. Zudem tragen zahlreiche Straßen, Plätze und Parks in den Nachfolgerepubliken der Sowjetunion seinen Namen, etwa der Park der 28 Panfilowzy in Almaty und der Park in Bischkek. Das Denkmal der 28 Panfilowzy befindet sich bei Dubossekowo, Oblast Moskau. Auch wurde die Schützendivision, die er befehligt hatte, nach ihm benannt. 1963 gab die sowjetische Post, 2000 die kirgisische Post eine Sondermarke zu Ehren Panfilows heraus.